# Anna Luna
Anna Luna é uma telenovela filipina produzida e exibida pela ABS-CBN em parceria com a Radio Philippines Network, cuja transmissão ocorreu em 1989.

## Elenco
- Margarita Fuentes - Anna Luna D. Corpuz
- Ricky Belmonte - Congressman Arnulfo Corpuz
- Melissa Mendez - Emily Dominguez-Tecson/Pilar
- Suzanne Gonzales - Elvira